# Muttu Virappa Nayaka II
Muttu Virappa Nayaka II fou naik de Madura, fill (segons alguns il·legítim) i successor (1659) de Tirumala Nayaka. Hauria regnat segons els manuscrits Mrtyunjaya del 17 de febrer al juny del 1659, uns quatre mesos (altres fonts només tres mesos de març a juny). Un altre fill, Kumara Muttu Tirumala, que tornava de l'expedició de Mysore va reclamar em tron i es va establir als afores de Madura; després de negociacions es va arribar a un acord amb la mediació de Rangarma Nayaka i Kumara Muttu va rebre el virregnat de Sivakasi i altres pobles de Tinnevelly i va acceptar retirar-se a aquests dominis; això demostraria que Muttu Virappa Nayaka era el legítim successor i que l'il·legítim potser era Kumara Muttu.
El rei va reforçar la fortalesa de Trichinopoly, la clau dels dominis del nord i en va donar el comandament a Lingama Nayaka. Va buscar sense èxit l'aliança del nayak de Tanjore doncs aquest va iniciar negociacions amb Bijapur (que no van fructificar). L'adilshàhida va enviar un exèrcit a Madura dirigit per Sagosi i Mula però davant els preparatius militars de Madura es van retirar i en el camí van ocupar Tanjore (19 de març de 1659). A aquesta conquesta van seguir les de Mannarkovil i Vallam que es van rendir després de breu resistència. Una guarnició es va instal·lar a Vallam i van assolar el territori. La població es va refugiar a Madura i Satyamangalam; com que no es podia enterrar als morts es va declarar la pesta; els general musulmans no estaven d'acord en l'estratègia i Mula va negociar amb els naiks però Madura estava convençut de la seva força i Tanjore ja no tenia res a perdre. El país d'altra banda havia estat assolat per bandes de lladres coneguts com a kalians que havien saquejat tant que els musulmans no trobaven res. Finalment els musulmans, per manca de subministraments, van abandonar el país rebent un petit pagament del naik.
Va morir poc després de la victòria. El va succeir el seu fill Chokkanatha Nayaka.